# Christianisme au Sichuan
Les chrétiens de la province du Sichuan (anciennement connue sous le nom de Setchouan, Setchuen, Sutchuen, Szechwan ou Szechuan ; aussi appelée « Chine occidentale ») sont minoritaires par rapport à l'ensemble de la population de cette province, malgré le fait que la présence chrétienne remonte à la dynastie Tang (618–907).
Selon Asia Harvest, les estimations de 2020 suggèrent que sur l'ensemble de la population (78 486 760), environ 4,19 % sont chrétiens (3 290 295). Dans le cas de Chongqing, les chrétiens représentent environ 7,83 % (2 128 256) de la population totale (27 179 577).

## Histoire

### Christianisme syriaque oriental

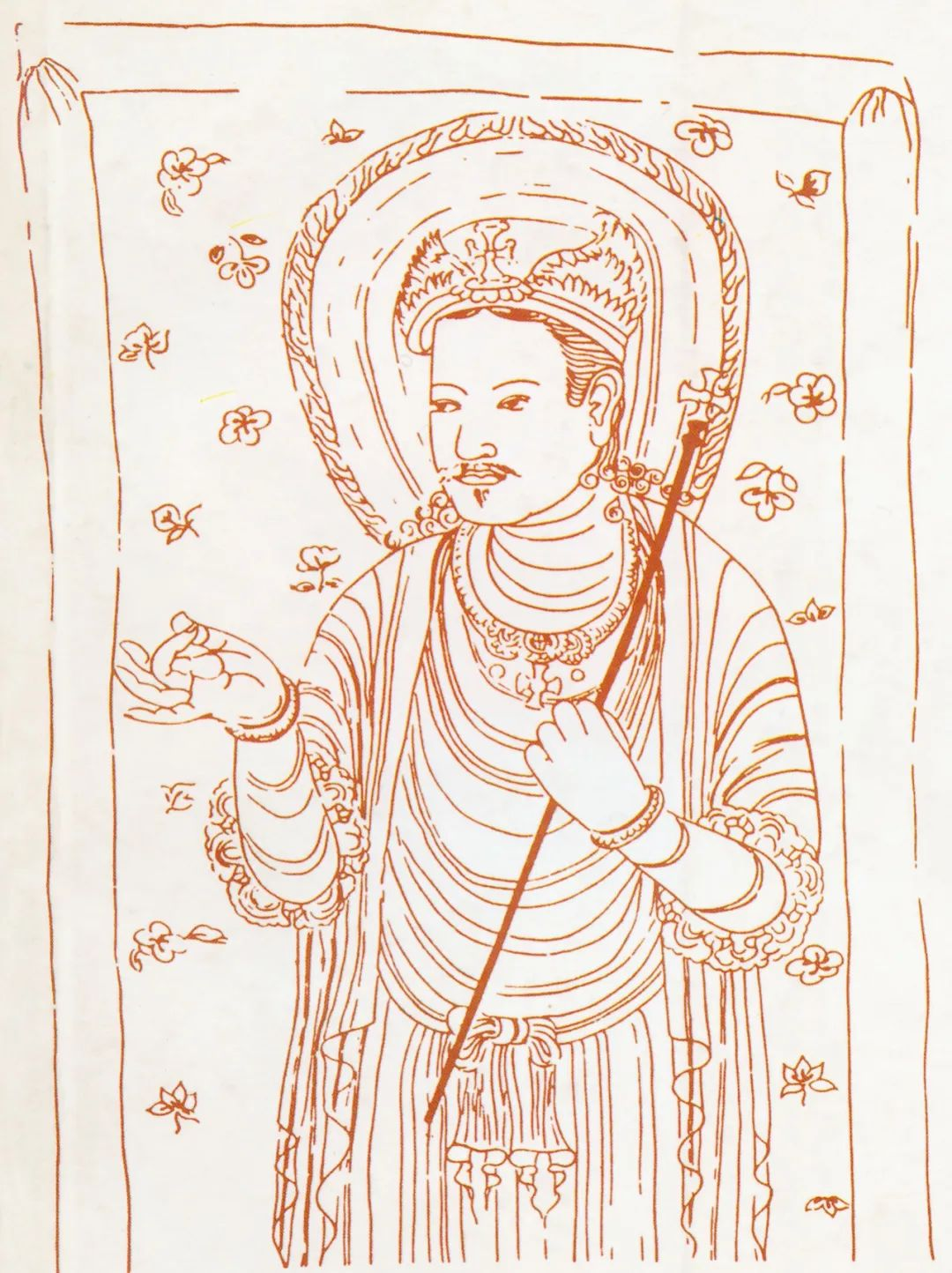
Figure chrétienne syriaque orientale représentant Jésus-Christ ou un saint.

La présence du christianisme syriaque oriental peut être confirmée dans la ville de Chengdu pendant la dynastie Tang (618–907), et deux monastères syriaques ont été localisés à Chengdu et sur le mont Emei. Un rapport de Li Deyu (en), un écrivain de la dynastie Tang, inclus dans le Quan Tang Wen (zh), déclare qu'un certain clerc daqin compétent en optométrie était présent dans la région de Chengdu.
Selon Nenggai zhai manlu (de), une collection d'essais de la dynastie des Song du Sud (1127–1279), pendant la dynastie Tang, des missionnaires perses ont construit un temple daqin (ja) (temple chrétien syriaque oriental) sur les ruines existantes de l'ancien château des Sept Trésors (七寶樓), qui a été construit par les rois de la dynastie Kaiming (en) de l'ancien royaume de Shu, avec des rideaux de perles installés comme applications décoratives, et a ensuite été détruit par le grand incendie de la commanderie de Shu (zh) pendant le règne de l'empereur Wu de Han (141 av. J.-C. – 87 av. J.-C.). Le temple était composé d'une porterie, de chambres et de tours, comme l'ancien château, ses portes étaient ornées de rideaux en or, perles et jaspe vert, donc connu sous le nom de « temple des Perles » (珍珠樓, anciennement écrit 眞珠樓, litt. « maison des Perles » ou « tour des Perles »).

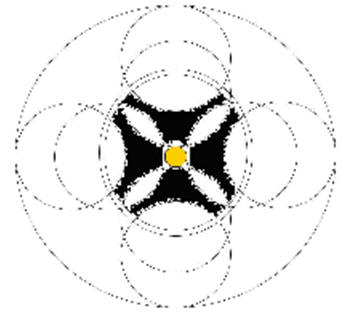
L'une des croix de Ciqikou trouvées dans une rue est fondamentalement identique aux croix trouvées à Alep, en Syrie.

Le nom de « Bakos », d'un prêtre de Chongqing, est inscrit sur le côté gauche, au deuxième rang, tout en haut de la stèle nestorienne de Xi'an. Une croix de pèlerin et plusieurs croix de conception syrienne ont été identifiées à Ciqikou (en), à Chongqing par Dale Albert Johnson, un prêtre syriaque orthodoxe, datées du IXe siècle. La croix de pèlerin incrustée dans une pierre de la rue de Ciqikou a un style simple comme le type sculpté par les pèlerins et les voyageurs. Parmi les croix de conception syrienne, une a été trouvée dans la même rue que la croix de pèlerin, est fondamentalement identique aux croix trouvées à Alep, en Syrie. L'icône consiste en une croix dans un cercle touchant huit points. Deux points à chaque extrémité des quatre extrémités de la croix touchent l'arc intérieur du cercle. Chaque bras de la croix est plus étroit près du milieu qu'aux extrémités. Le centre de la croix trace jusqu'à un cercle au centre. Les autres sont des croix dans des feuilles de Bodhi sculptées sur une base ronde en pierre de granit assise devant une boutique de curiosités dans une rue latérale de Ciqikou. Selon Johnson, les croix dans les feuilles de Bodhi (en forme de cœur ou en forme de pique) sont identifiées comme des croix persanes associées aux chrétiens syriens de l'Inde.

### Catholicisme romain

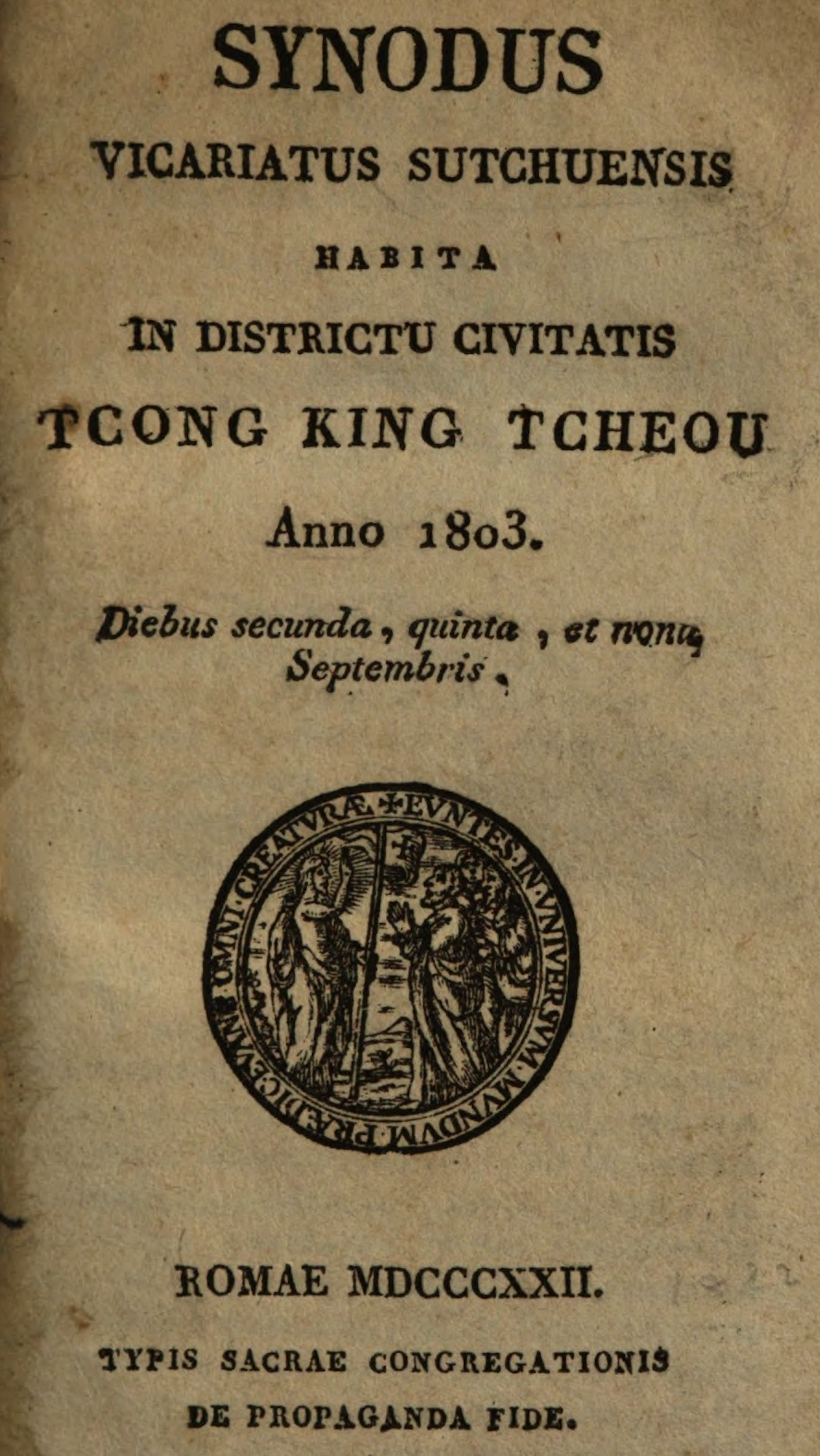
Synodus Vicariatus Sutchuensis, édité à Rome en 1822. Le synode du Sichuan fut le premier synode catholique tenu en Chine.

Dans une lettre du 30 septembre 1768 écrite par François Pottier à Martin Hody et Jean-Charles Darragon, il parle d'un temple, situé dans une partie éloignée du Sichuan, qu'il n'a pas vu lui-même, mais dont l'existence a été constatée par d'autres missionnaires, et dans lequel il existerait une pyramide sur laquelle sont gravés les préceptes de la religion chrétienne. D'après son architecture ce monument aurait eu à cette date, environ deux siècles d'existence, et aurait été construit par conséquent entre le milieu et la fin du XVIe siècle, époque à laquelle il y avait dans cette province de nombreux chrétiens convertis, dit-il, par les Jésuites, chrétiens qui auraient été massacrés postérieurement dans les grandes guerres qui ont accompagné l'invasion et la dernière conquête Tartares.
Mais selon la Relation de l'entrée de la religion catholique dans le Sétchouan parue en 1918, la première mission catholique romaine au Sichuan a été menée par les Jésuites Gabriel de Magalhães et Lodovico Buglio, dans les années 1640. Après le massacre du Sichuan par Zhang Xianzhong et, par conséquent, le mouvement d'immigration du repeuplement du Sichuan (zh-yue), une recherche des convertis survivants a été effectuée par Basile Xu (no), alors intendant du circuit du Sichuan oriental (zh), et sa mère Candide Xu (en), tous deux catholiques. Ils trouvèrent un nombre considérable de convertis à Paoning, puis Candide invita le prêtre Claudius Motel à servir la congrégation. Plusieurs églises ont été construites à Chengdu, Paoning et Chongqing sous la supervision de Motel.

Armoiries du diocèse catholique de Chengdu.

Le prédécesseur du diocèse de Chengdu —le vicariat apostolique de Setchuen (Sichuan)— a été créé le 15 octobre 1696, et Artus de Lionne, missionnaire français, devint le premier vicaire apostolique. En 1753, la société des missions étrangères de Paris assuma la responsabilité de la mission catholique au Sichuan.
En 1803, Gabriel-Taurin Dufresse réunit près de Chongqingzhou, 40 kilomètres à l'ouest de Chengdu, le synode du vicariat du Sichuan (latin : Synodus Vicariatus Sutchuensis), le premier synode tenu en Chine,,. En 1804, la communauté catholique du Sichuan comprenait quatre missionnaires français et dix-huit prêtres locaux.
Le premier groupe des rédemptoristes espagnols partit pour la Chine en février 1928 : Segundo Miguel Rodríguez, José Morán Pan et Segundo Velasco Arina. Ils ont été actifs dans le vicariat apostolique de Chengdu et le vicariat apostolique de Ningyuanfu à Xichang:15
, et ont fait construire une maison et une chapelle à Chengdu. Les derniers rédemptoristes espagnols ont été expulsés de Chine par le gouvernement communiste en 1952,:15
.
Le Grand Séminaire du Sichuan (zh) a été créé en 1984 à Chengdu. En 2000, sainte Lucie Yi Zhenmei, vierge et martyre de Mianyang du XIXe siècle, a été canonisée par le pape Jean-Paul II.

### Protestantisme
En 1868, Griffith John (en) de la London Missionary Society et Alexander Wylie (en) de la British and Foreign Bible Society entrèrent dans le Sichuan en tant que premiers missionnaires protestants à travailler dans cette province. Ils ont voyagé à travers le Sichuan, rendant compte de la situation en route vers le siège de diverses sociétés missionnaires en Grande-Bretagne et des missionnaires en Chine, ouvrant la porte à l'entrée du protestantisme dans le Sichuan.

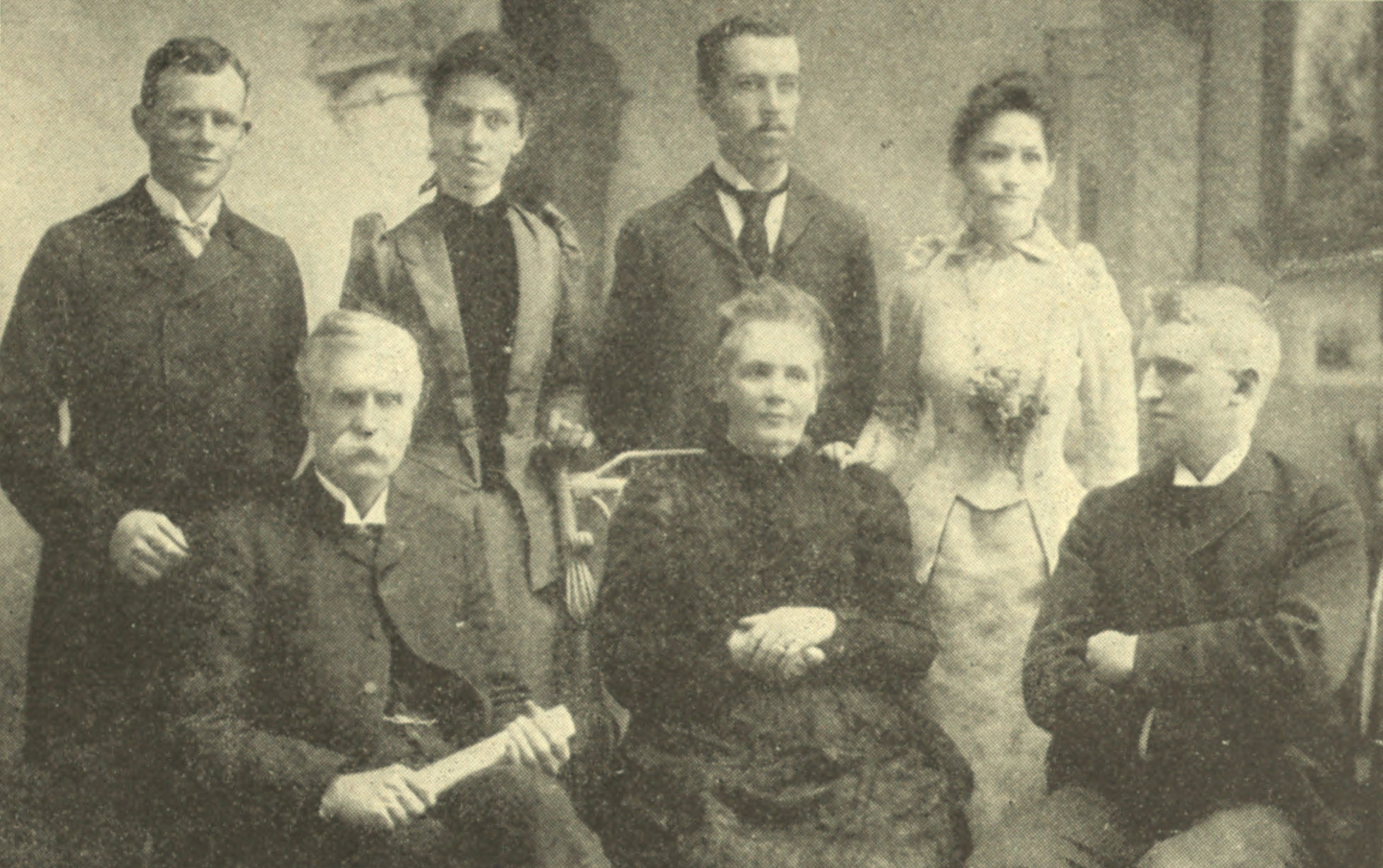
Premiers missionnaires méthodistes canadiens au Sichuan, 1891.

En 1892, la Mission méthodiste canadienne (en) a établi des stations missionnaires à Chengdu et à Leshan. Une église (en) et un hôpital (zh) ont ensuite été construits dans le district de Jinjiang, Chengdu, résultat d'un effort d'équipe d'O. L. Kilborn (en), V. C. Hart (zh), G. E. Hartwell, D. W. Stevenson et d'autres.

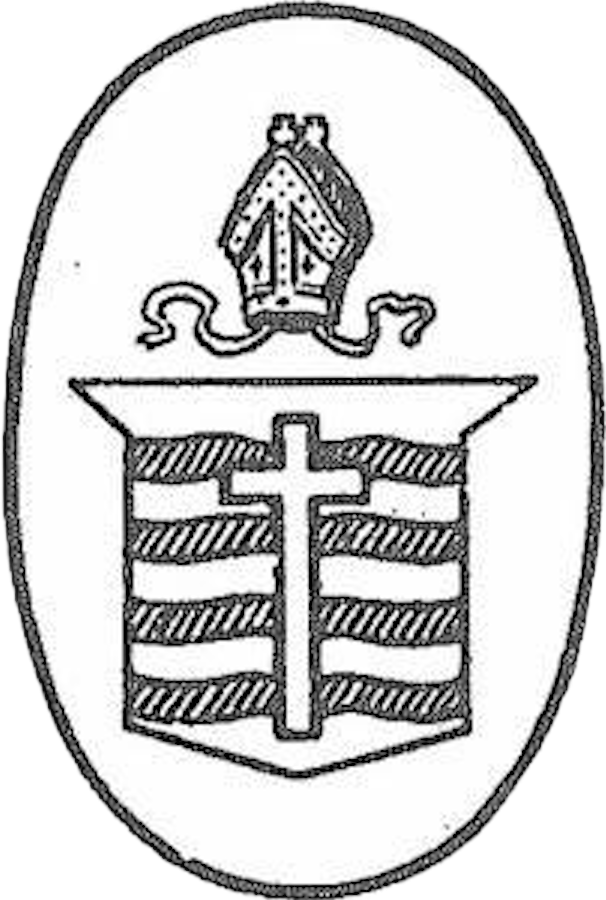
Sceau du diocèse anglican du Szechwan.

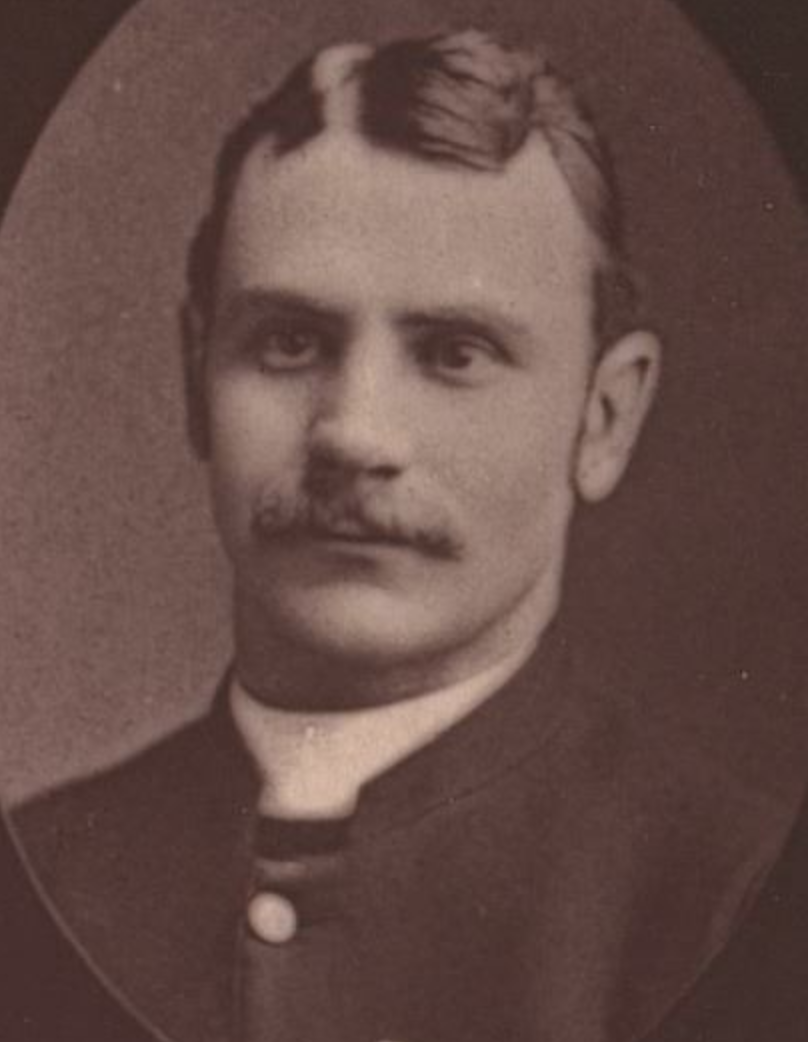
William Cassels, premier évêque du diocèse anglican du Szechwan.

Le diocèse anglican du Szechwan (en) a été créé en 1895, sous la supervision de l'Église d'Angleterre. La fondation du diocèse est le résultat des efforts de William Cassels (en), Arthur T. Polhill-Turner (en) et Montagu Proctor-Beauchamp (en), qui étaient membres des Sept de Cambridge. Cassels a été consacré comme premier évêque diocésain à l'abbaye de Westminster la même année.
En 1897, Cecil Polhill (en), également l'un des Sept de Cambridge, avec quatre autres missionnaires de la China Inland Mission, a établi une station missionnaire à Tatsienlu, à l'ouest du Sichuan, qui a ouvert la voie à la future construction de l'église de l'Évangile (en),.
L'université de l'Union de la Chine occidentale (en) a été inaugurée en 1910, à Chengdu. C'était le produit des efforts collectifs de quatre sociétés missionnaires protestantes : la société baptiste américaine des missions étrangères (Églises baptistes américaines USA), la mission épiscopale méthodiste américaine (en) (Église épiscopalienne méthodiste), l'association des Missions etrangères des Amis (Quakers britanniques), et la mission méthodiste canadienne (Église méthodiste du Canada). La Church Missionary Society (Église d'Angleterre) est devenue partenaire de l'université en 1918,.
Le luthéranisme était également présent dans la ville de Chongqing, qui faisait partie de l'est du Sichuan. L'église de la Sainte-Croix (en) du culte luthérien a été fondée dans le comté de Wan en 1925, sous la supervision du révérend George Oliver Lillegard (zh), un pasteur-missionnaire envoyé par l'Église luthérienne - Synode du Missouri.

## Situation actuelle
Après la prise de contrôle de la Chine par les communistes en 1949, les églises protestantes en Chine ont été contraintes de rompre leurs liens avec les églises respectives à l'étranger, ce qui a conduit à la fusion de toutes les dénominations protestantes dans l'Église patriotique des trois autonomies établie par le gouvernement communiste. Et comme pour l'Église catholique, tout culte légal doit avoir lieu dans des temples approuvés par le gouvernement qui appartiennent à l'association patriotique catholique chinoise (en), qui n'accepte pas la primauté du Pontife romain.

### Christianisme orthodoxe
Une petite communauté orthodoxe de Chengdu est soutenue par le Centre de Mission chrétienne orthodoxe (en), basé aux États-Unis. En 2019, Pravoslavie (ru) fait état d'un converti, également originaire de Chengdu, à l'Église orthodoxe russe.

## Cartes

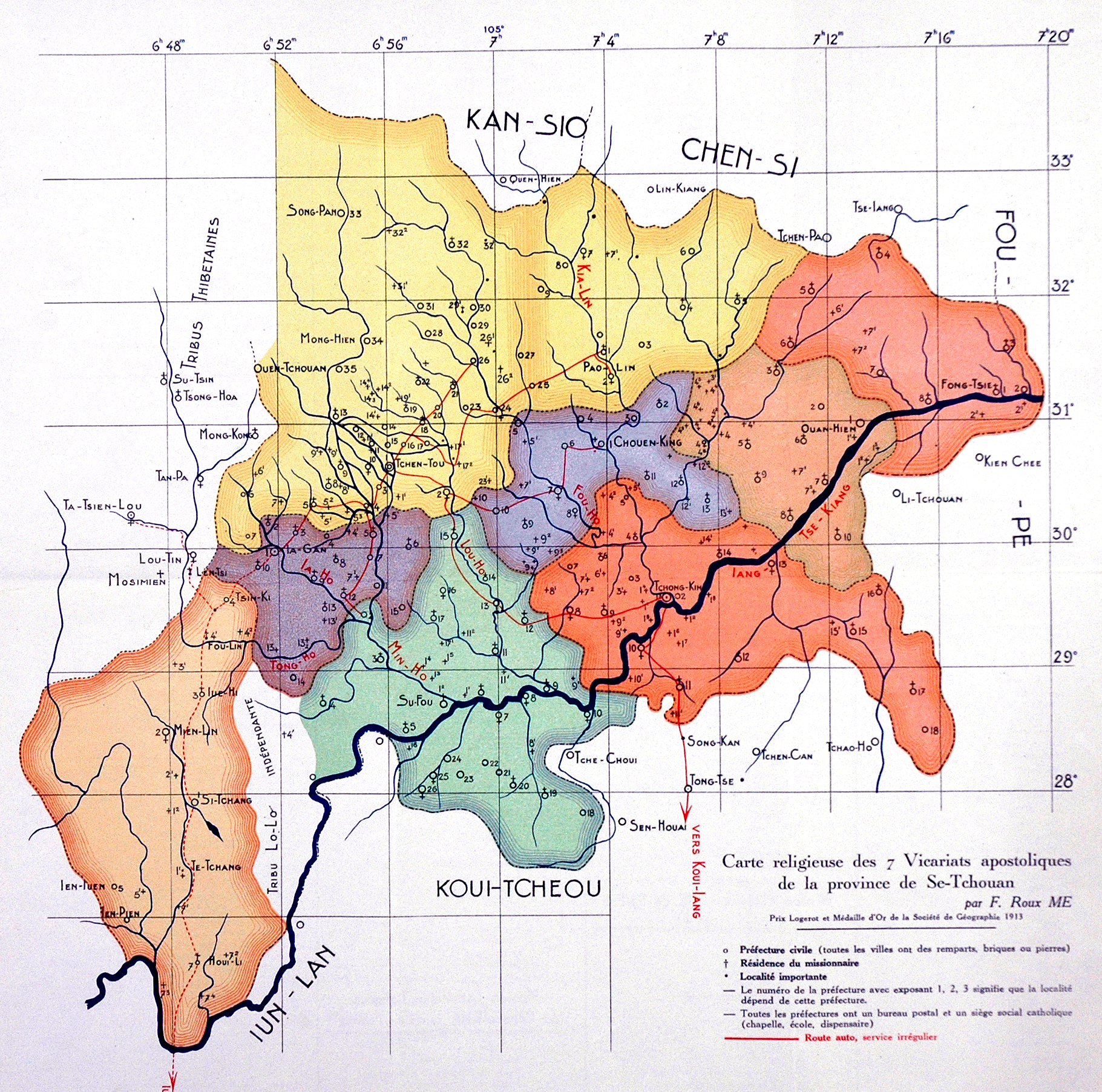
Sept vicariats apostoliques du Sichuan (catholique)
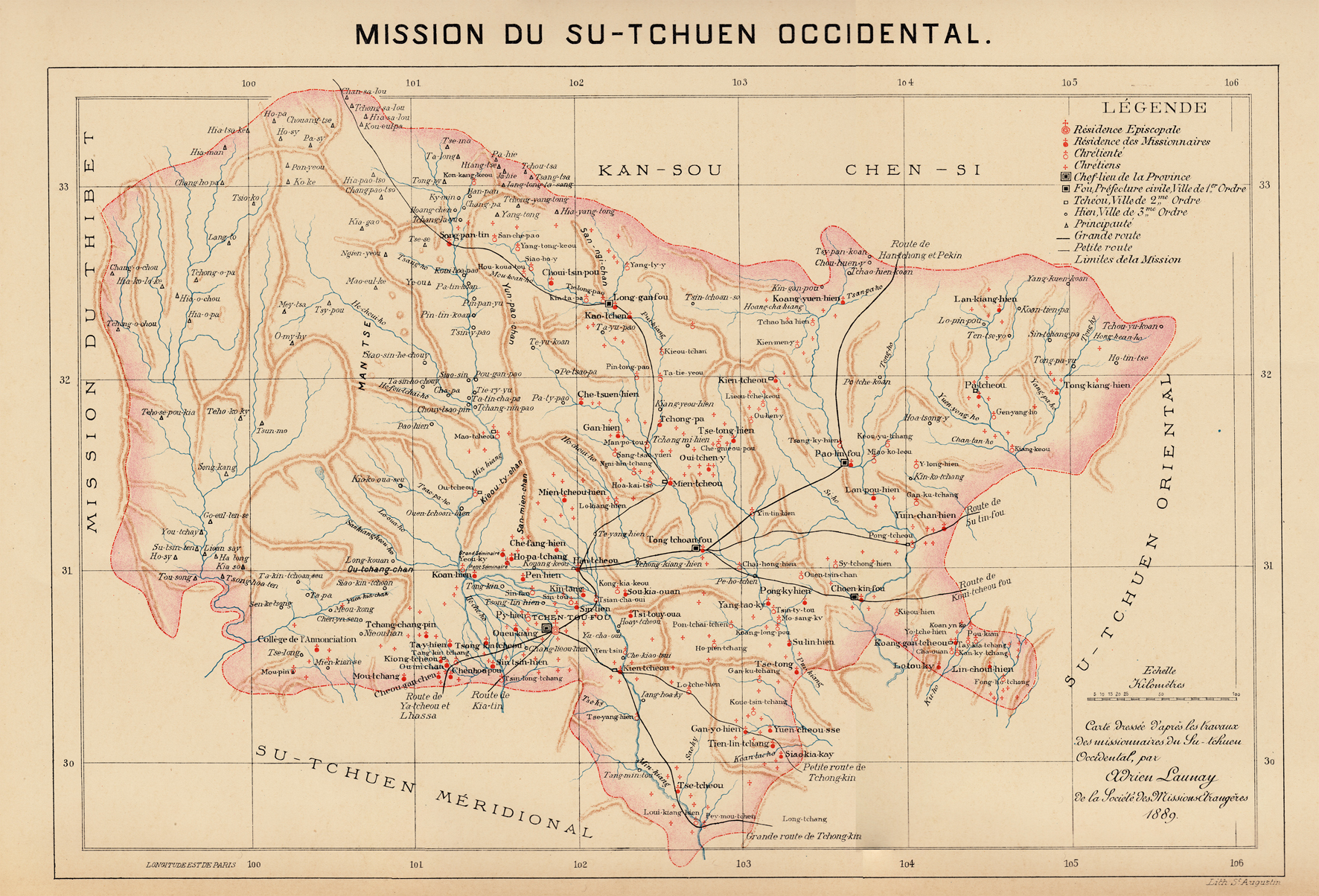
Mission du Sichuan occidental des MEP (catholique)
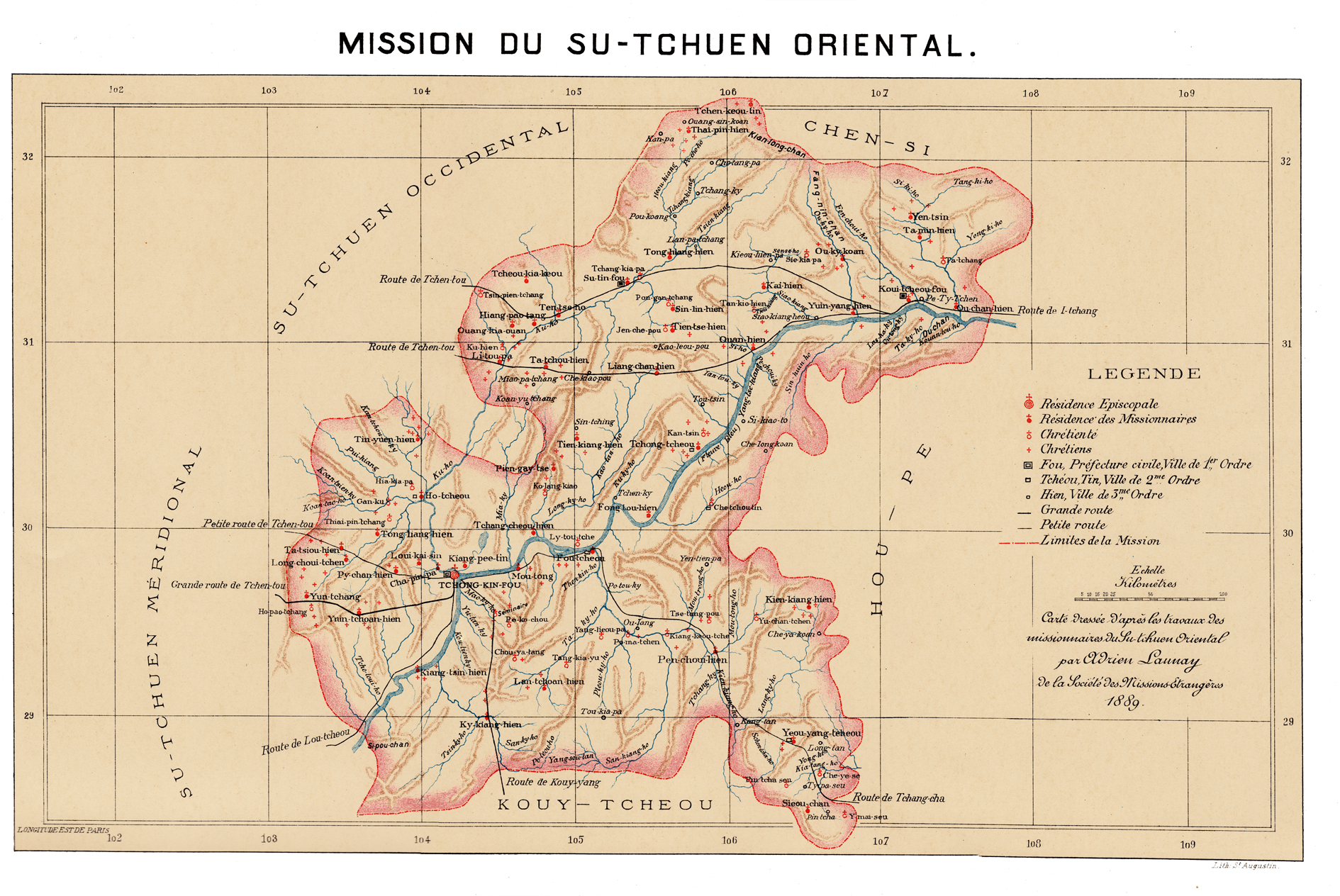
Mission du Sichuan oriental des MEP (catholique)
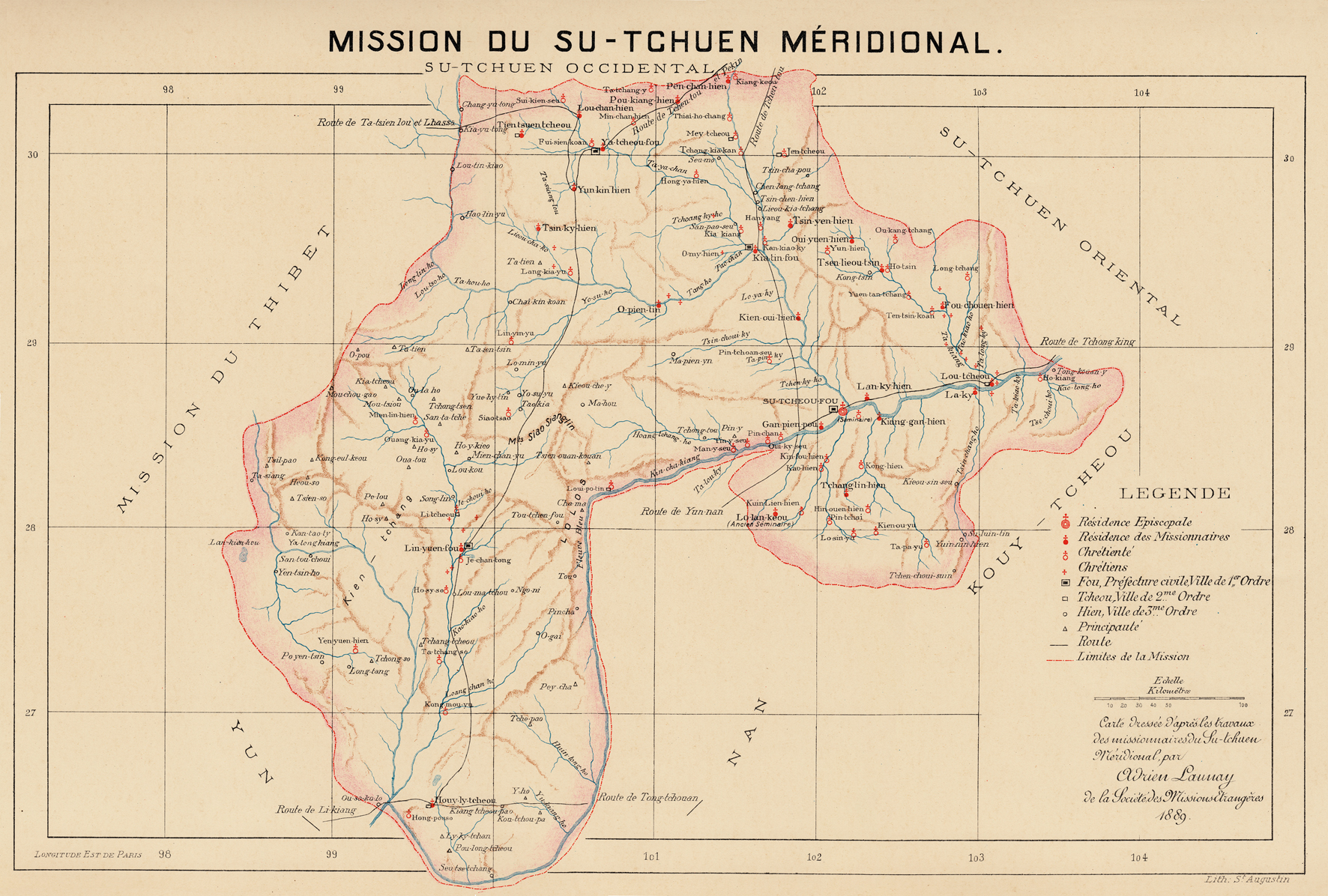
Mission du Sichuan méridional des MEP (catholique)
China Inland Mission (anglicane et église libre (en))
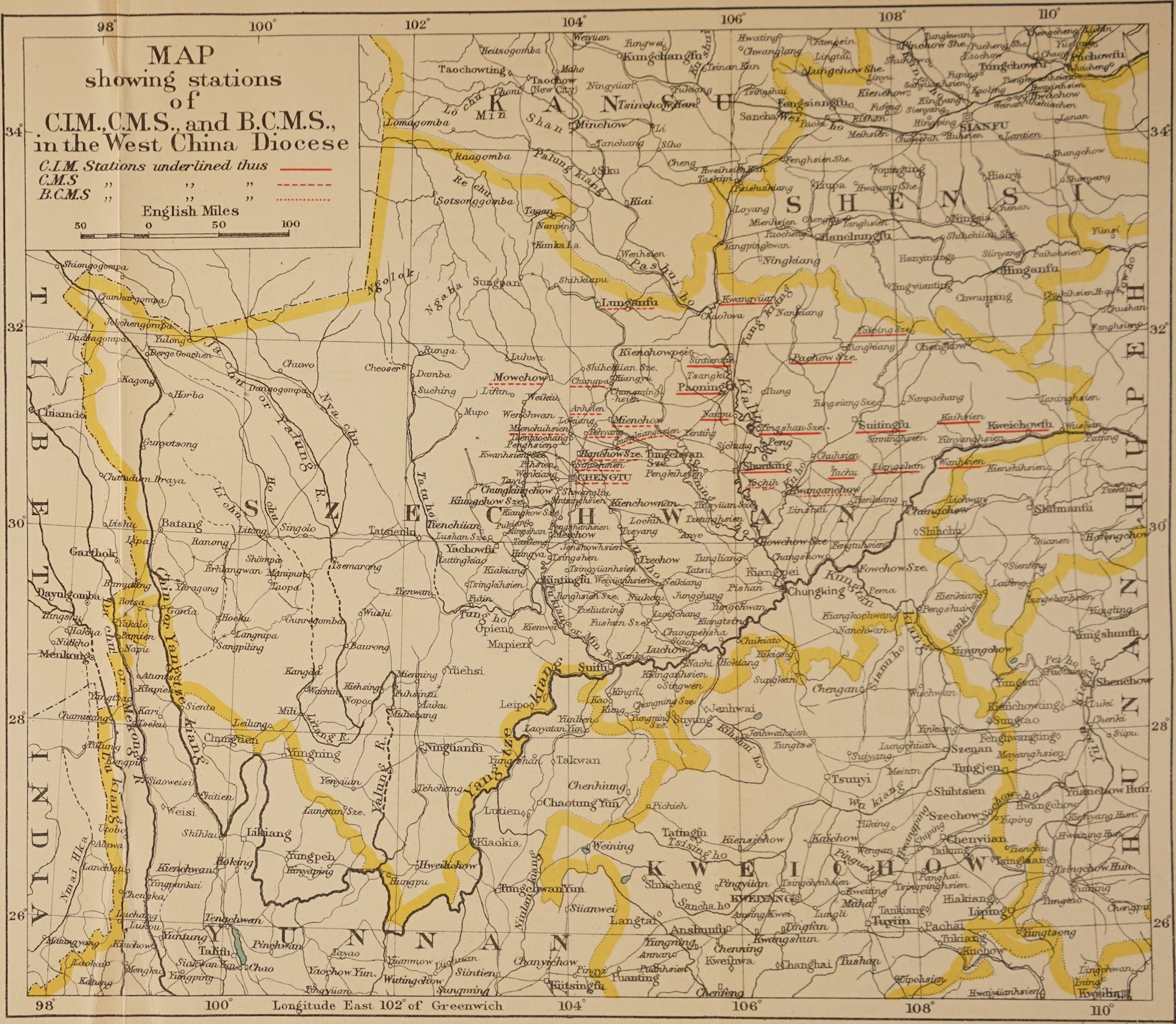
Champ de mission anglicane de la China Inland Mission (CIM), de la Church Missionary Society (CMS), et de la Bible Churchmen's Missionary Society (en) (BCMS)
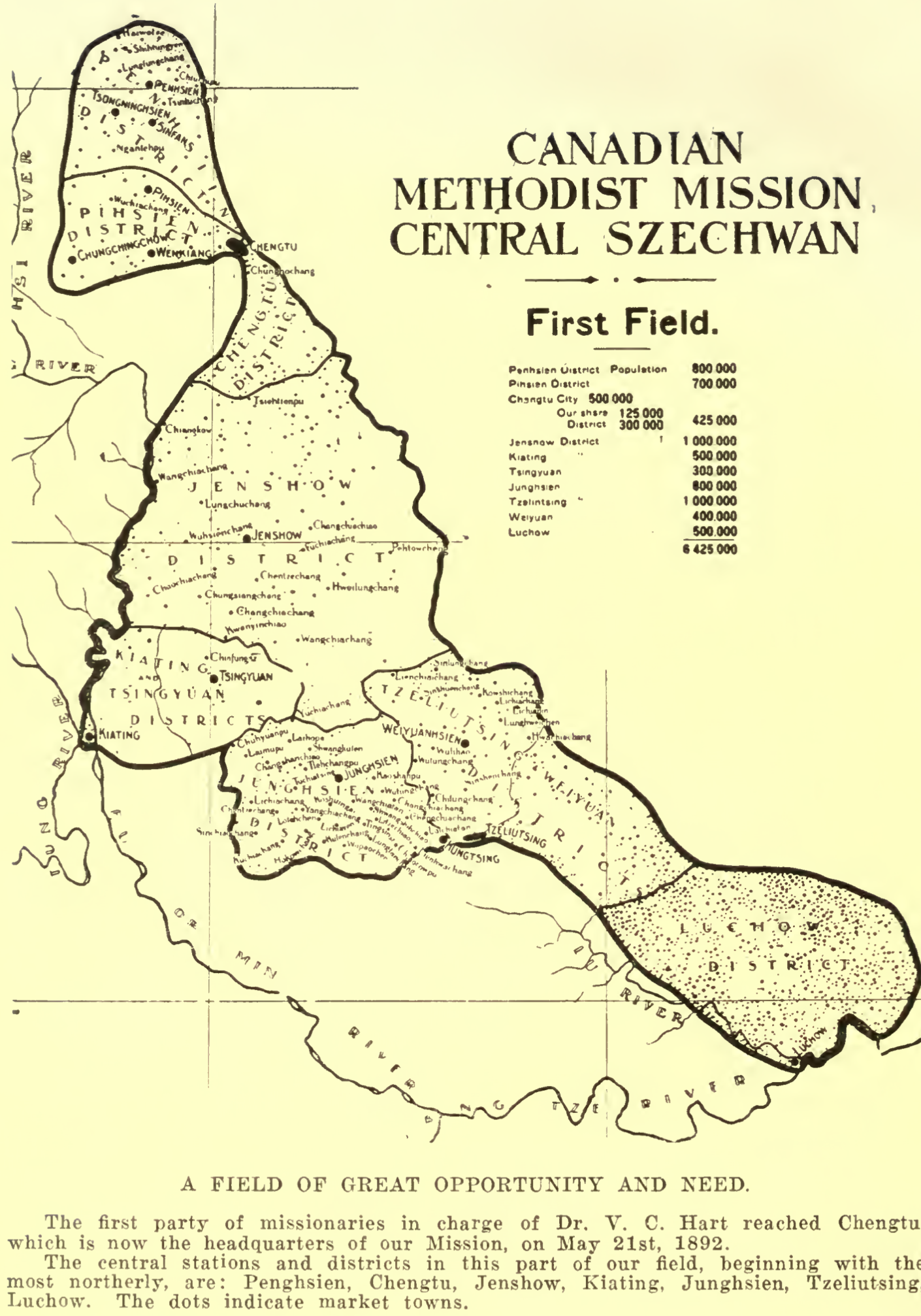
Mission méthodiste canadienne (en) au Sichuan central
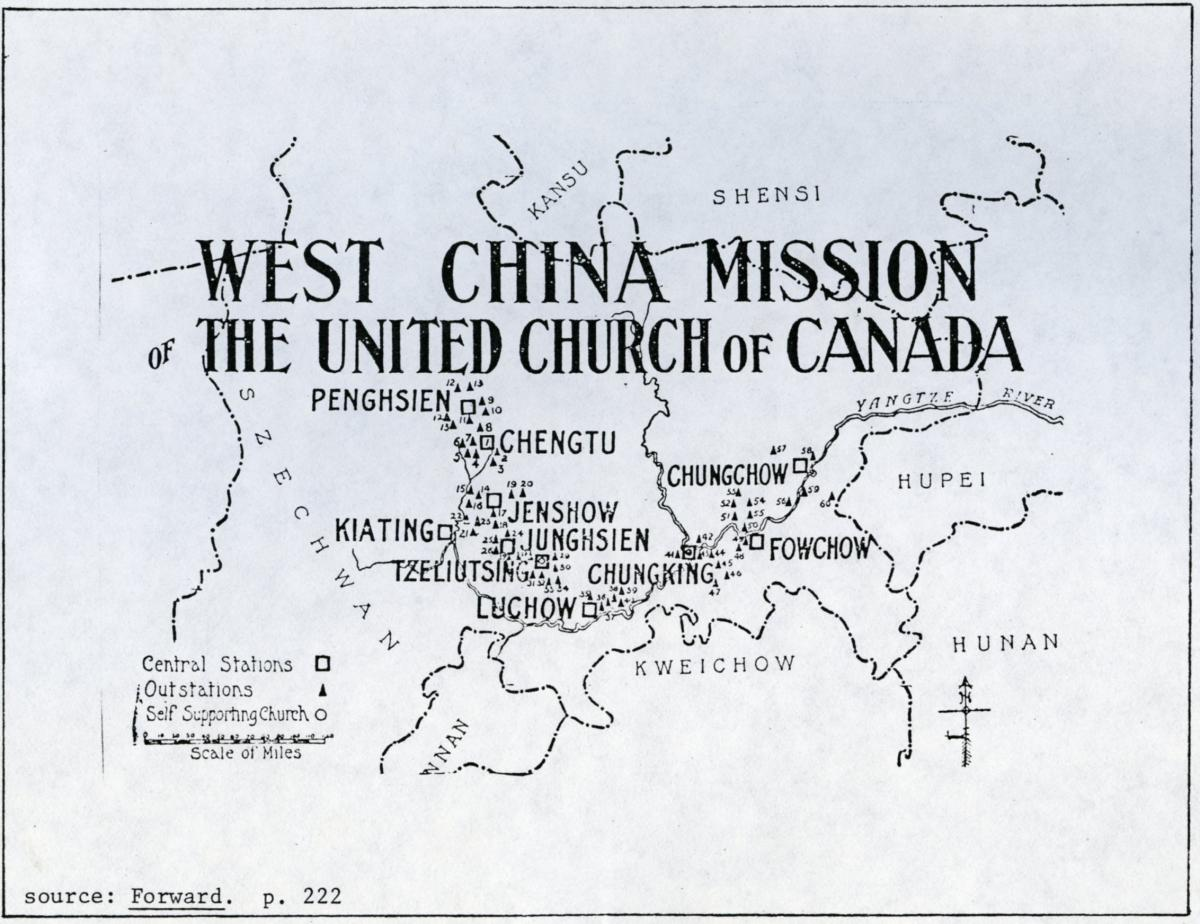
Mission de la Chine occidentale de l'Église unie du Canada (méthodiste)
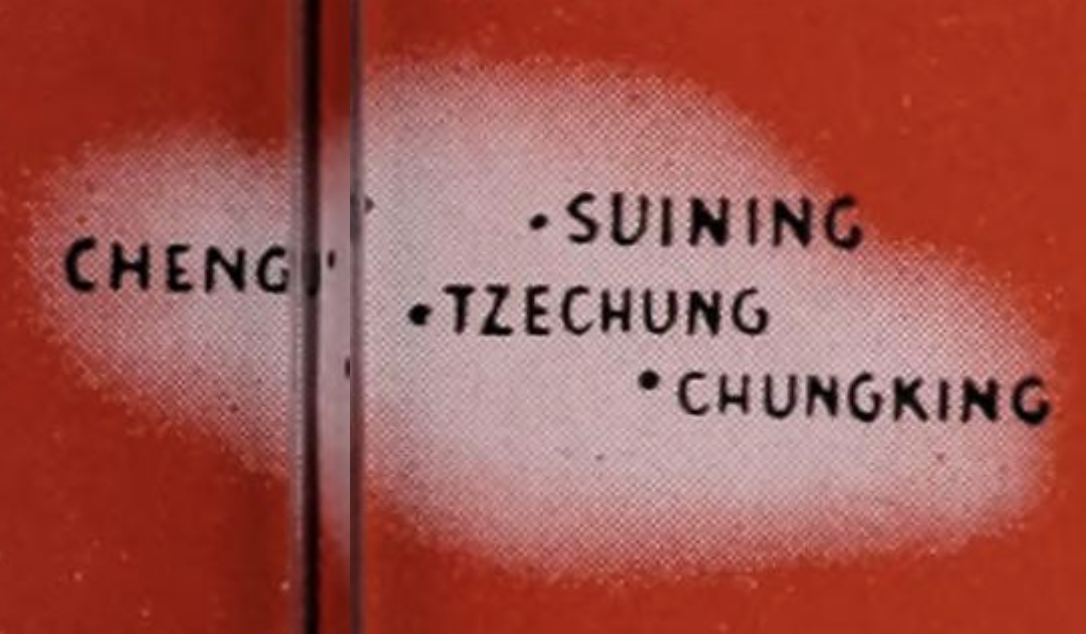
Champ de mission de l'Église épiscopale méthodiste américaine au Sichuan
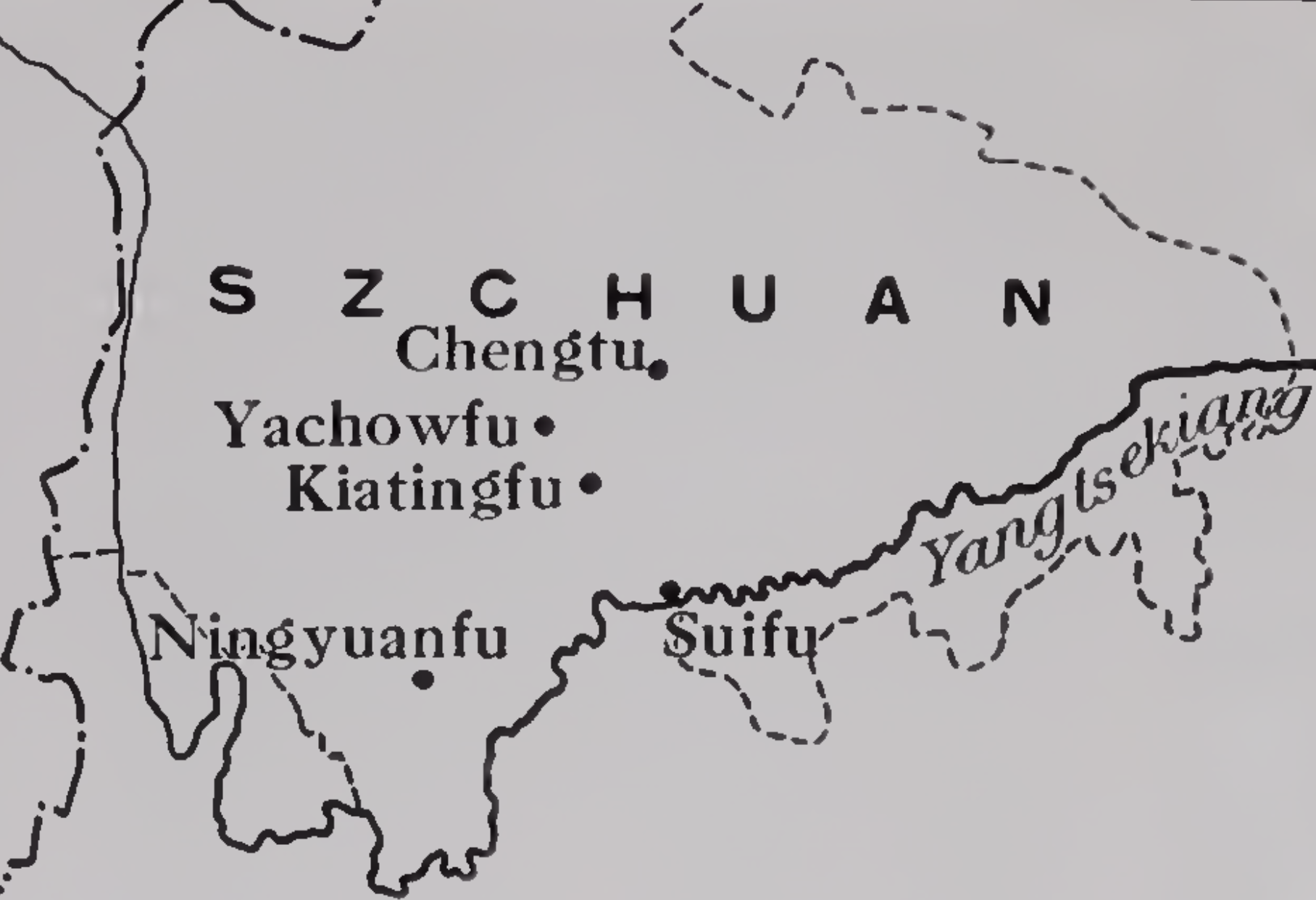
Carte du Sichuan montrant les stations missionnaires baptistes américaines
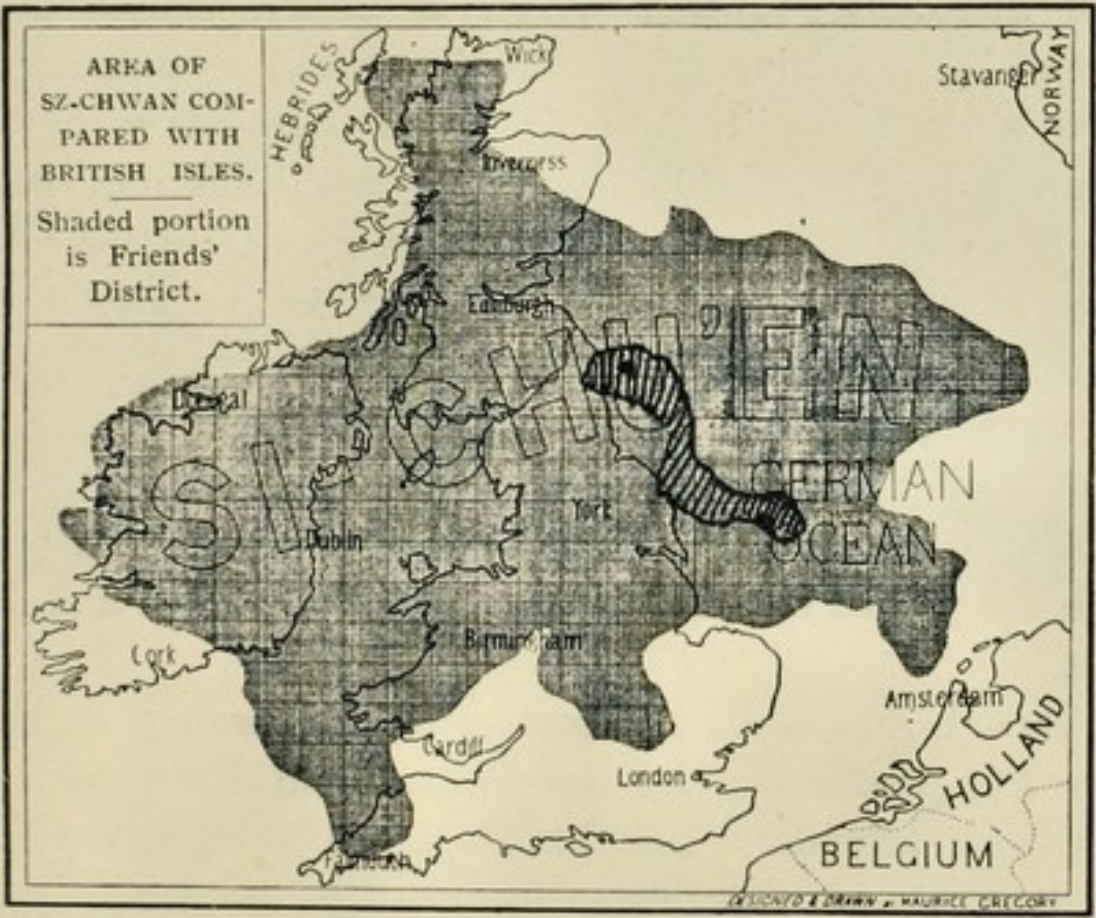
Superficie du Sichuan par rapport aux îles britanniques. La partie ombrée est le district de l'association des Missions étrangères des Amis.
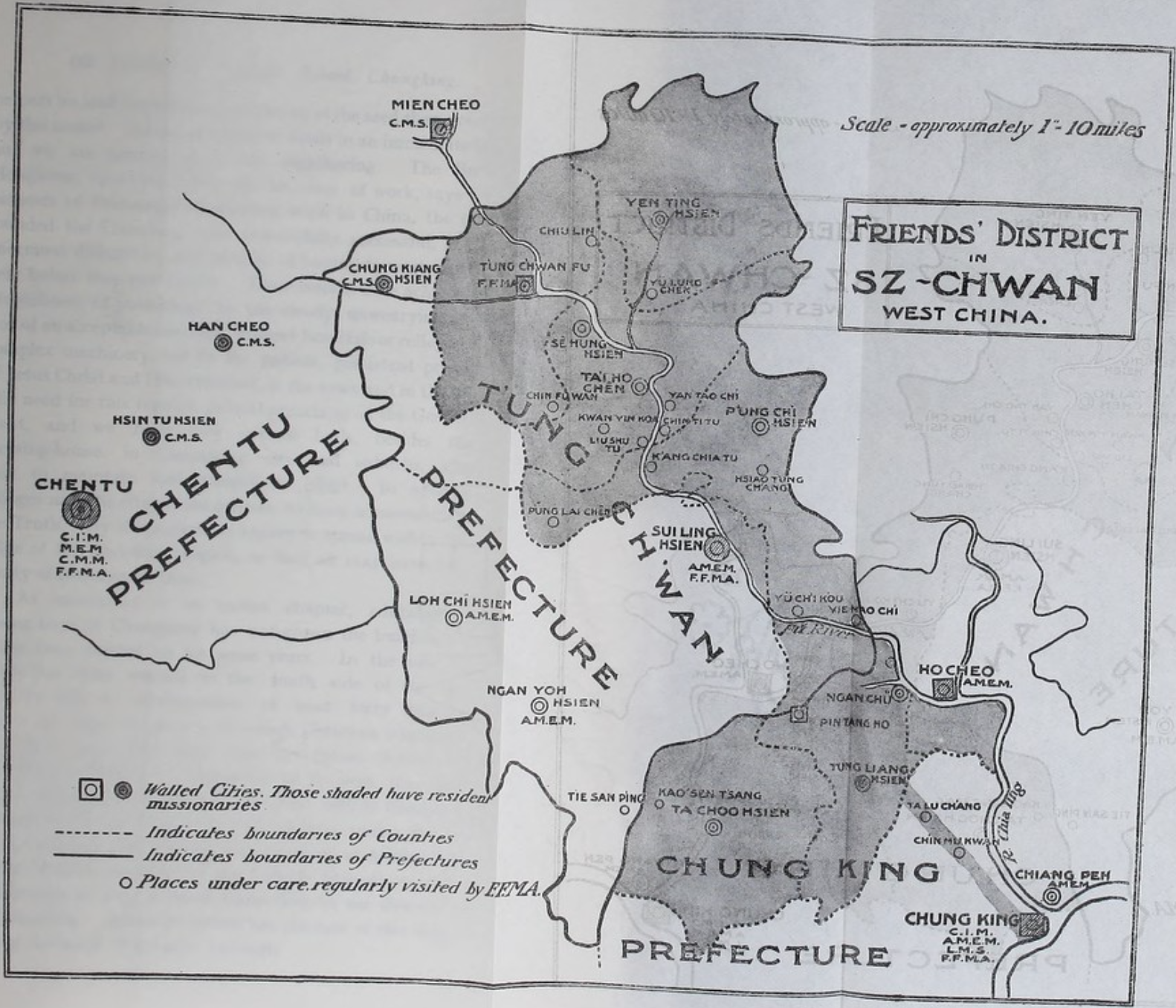
District de l'association des Missions étrangères des Amis du Sichuan (quaker)
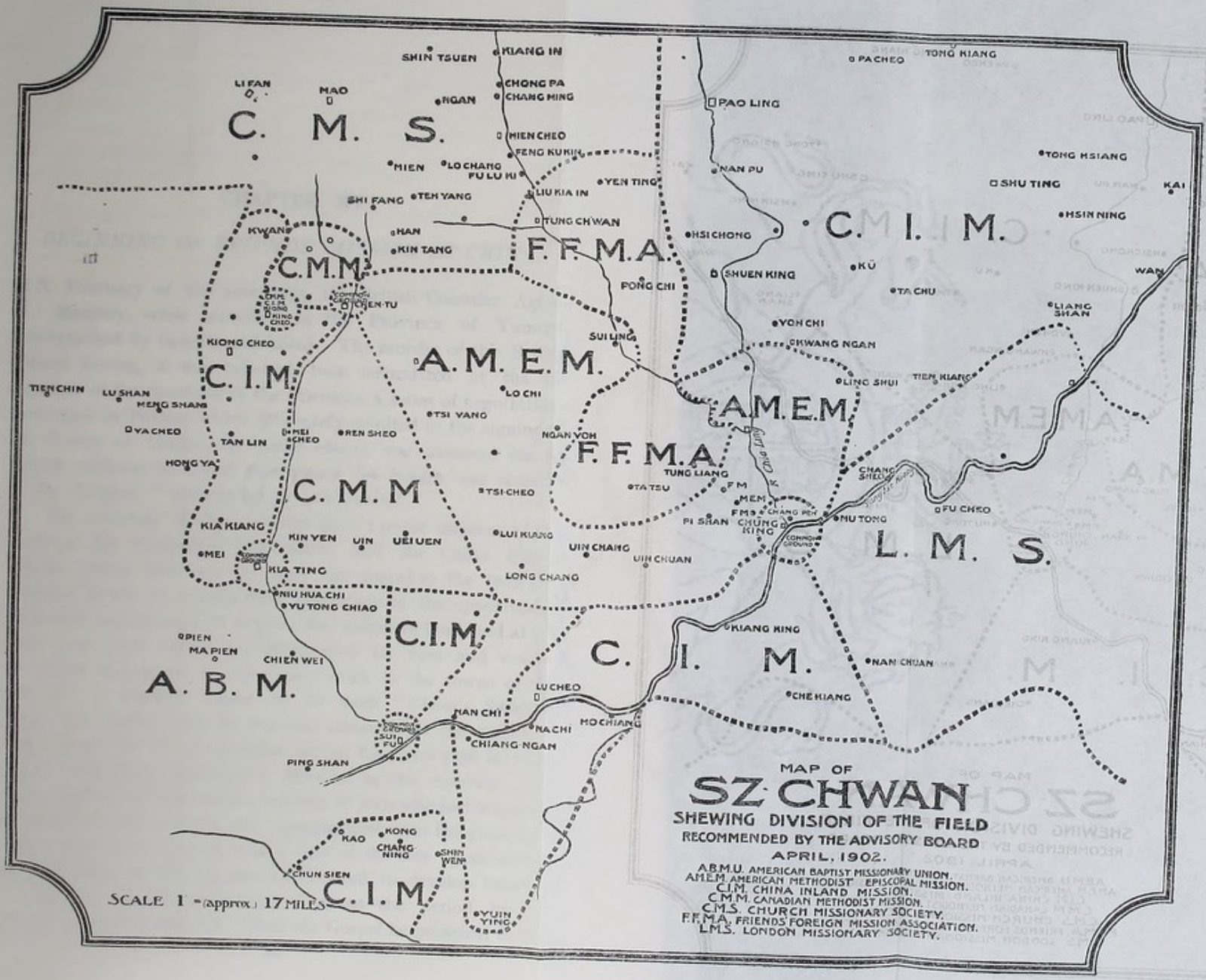
Carte du Sichuan montrant la division du champ par sept sociétés missionnaires protestantes

### Articles et catégories connexes
- Protestantisme au Sichuan
  - Anglicanisme au Sichuan (en)
  - Adventisme au Sichuan (en)
  - Baptisme au Sichuan (en)
  - Méthodisme au Sichuan (en)
  - Quakerisme au Sichuan (en)
- Relation de l'entrée de la religion catholique dans le Sétchouan
- Christianisme au Tibet
- Églises de maison chinoises
- Catégorie:Église dans la province du Sichuan
- Catégorie:Diocèse catholique au Sichuan
- Catégorie:Missionnaire catholique au Sichuan
- Catégorie:Personnalité sichuanaise du christianisme